# Los Angeles Blaze 2021
Questa voce raccoglie le informazioni riguardanti i Los Angeles Blaze nelle competizioni ufficiali della stagione 2021.

## Stagione
I Los Angeles Blaze partecipano al loro primo campionato NVA, classificandosi al quinto posto nell'American Conference, fallendo quindi l'accesso ai play-off scudetto.

## Organigramma societario
Area direttiva
- Presidente: Cynthia Buggs

Area tecnica
- Allenatore: Hong Zhou

## Rosa
| N° | Nome               | Ruolo | Data di nascita   | Nazionalità sportiva |
| -- | ------------------ | ----- | ----------------- | -------------------- |
| 1  | Alvin Truong       | S     | -                 | Stati Uniti          |
| 1  | Steven Morales     | O     | 7 aprile 1992     | Porto Rico           |
| 2  | Francisco Guzmán   | S     | 28 maggio 1996    | Porto Rico           |
| 3  | Greg Faulkner      | C     | 30 luglio 1992    | Stati Uniti          |
| 4  | Nikolas Lizdenis   | L     | -                 | Stati Uniti          |
| 5  | Pedro Nieves       | C     | 29 giugno 1993    | Porto Rico           |
| 6  | Luis Ruiz          | P     | 17 maggio 1993    | Porto Rico           |
| 8  | Pablo Guzmán       | S     | 2 giugno 1987     | Porto Rico           |
| 8  | Noly Mon           | P     | -                 | Stati Uniti          |
| 10 | Rafael Cruz        | S     | 7 novembre 1997   | Porto Rico           |
| 11 | Ricardo Massanet   | L     | 11 gennaio 1998   | Porto Rico           |
| 12 | Travis O'Gorman    | S     | 7 dicembre 1996   | Stati Uniti          |
| 14 | Jonathan Rodríguez | C     | 16 settembre 1997 | Porto Rico           |
| 15 | Joseph Cuevas      | O     | 9 maggio 1990     | Porto Rico           |
| 16 | Hong Zhou          | P     | 1º ottobre 1986   | Cina                 |
| 21 | Marcus Molina      | C     | 15 luglio 1995    | Stati Uniti          |
| 22 | Dale Irvin         | P     | 17 giugno 1997    | Stati Uniti          |
| 24 | Marques Buggs      | P     | -                 | Stati Uniti          |
| 27 | Charles Belvin     | O     | 14 settembre 1996 | Stati Uniti          |
| 91 | Jordan Walley      | S     | -                 | Stati Uniti          |

## Statistiche

### Statistiche di squadra
| Competizione | Punti | In casa | In casa | In casa | In trasferta | In trasferta | In trasferta | Totale | Totale | Totale |
| Competizione | Punti | G       | V       | P       | G            | V            | P            | G      | V      | P      |
| ------------ | ----- | ------- | ------- | ------- | ------------ | ------------ | ------------ | ------ | ------ | ------ |
| NVA          | 8     | 0       | 0       | 0       | 0            | 0            | 0            | 9      | 2      | 7      |
| Totale       | -     | 0       | 0       | 0       | 0            | 0            | 0            | 9      | 2      | 7      |

G = partite giocate; V = partite vinte; P = partite perse